# Письма мёртвого человека
«Письма мёртвого человека» — первый полнометражный фильм Константина Лопушанского (1986). Отражает популярную в годы холодной войны теорию ядерной зимы. Фильм характеризуется высокой степенью реалистичности постапокалиптического мира и гнетущей обстановкой, присутствуют сцены с лучевой болезнью.
Фильм стал одним из заметных кинофестивальных событий 1986—1987 гг., получил ряд наград: гран-при международных кинофестивалей (МКФ) в Варне и Мангейме, приз за режиссуру МКФ в Мадриде, приз жюри XX ВКФ в Тбилиси. Получил Государственную премию и Ролан Быков, исполнитель роли главного героя — учёного Ларсена.

## Сюжет
Действие фильма происходит в неназванном городе, через некоторое время после окончания ядерной войны. Учёный, лауреат Нобелевской премии Ларсен спасается от последствий ядерной бомбардировки в подземелье исторического музея, в котором работала до войны его супруга, не успевшая вовремя спуститься в бомбоубежище и теперь страдающая от болезни, вызванной, по-видимому, значительной дозой радиации. Вместе с ними в подземелье живут бывшие сотрудники музея. Каждый из них по-своему переживает трагедию человечества — кто-то пишет книгу-размышление о причинах случившегося, кто-то готовит послание будущей цивилизации, кто-то склонен к теории эволюционирования и намерен приспособиться, а кто-то размышляет о построении будущего подземного человечества с новыми моралью и нравственностью. Рядом с подземельем расположен медицинский бункер, где продолжает работу друг Ларсена, снабжающий его медикаментами для умирающей жены.
Центральной темой кинофильма является поиск смысла существования, рационального объяснения невероятного стремления человека к тотальному самоубийству при помощи новейших достижений науки. Главный герой — Ларсен — не может поверить в гибель человечества от собственных рук и раз за разом пытается найти подтверждение того, что произошедшее — лишь некий этап на пути развития. Он исследует показания сейсмических приборов, стремясь понять, идёт ли война или же ничего этого нет; пытается построить математическую формулу и вывести положительную гипотезу, объясняющую случившееся, но, будучи не в силах сделать это, приходит к выводу: то, что произошло — произойти не могло по определению. В одном из эпизодов своих размышлений он упоминает, как видел и слышал причину ядерных взрывов: из-за нелепой случайности установка была запущена, а контролирующий ее человек как раз подавился кофе, и промедление на семь секунд не позволило ему остановить таймер. По словам Ларсена, он видел как тот человек, смеясь, шел по коридору, чтоб тут же повеситься на собственном ремне. Своего рода отдушиной для Ларсена становятся письма, которые он пишет своему, скорее всего, погибшему во время бомбардировки сыну Эрику. В этих письмах он исповедуется перед сыном и перед самим собой, пытаясь оправдать человека перед лицом здравого смысла. Между тем выжившие готовятся к переселению в центральный бункер — в глубокую консервацию на десятки лет, а может быть, и навсегда.
За порогом бункера оказываются бывшие воспитанники приюта при храме, который когда-то возглавлял знакомый Ларсена, пастор. Дети пребывают в состоянии каталепсии и, по словам осмотревшего их врача, не могут попасть в бункер — им не находится места, поскольку власти «не могут обеспечить жизнью даже здоровых». Ларсен отказывается от эвакуации в центральный бункер ради того, чтобы остаться с детьми, и находит в этом некий новый смысл своего существования. Он и дети вместе пытаются отпраздновать наступающее Рождество — собирают импровизированную ёлку и даже выходят на улицу, чтобы увидеть первую звезду, но небо затянуто смогом от ядерного пожара. Ларсен умирает, а дети уходят куда-то вдаль, в темноту ядерной ночи. Дети, наученные пастором, записывают свою историю в тетрадь, используя схожий с Библией слог, именуя книгу новым Исходом.
Заканчивается фильм цитатой из манифеста Рассела — Эйнштейна:
Перед нами лежит путь непрерывного прогресса, счастья, знания и мудрости. Изберём ли мы вместо этого смерть только потому, что не можем забыть наших ссор? Мы обращаемся как люди к людям: помните о том, что вы принадлежите к роду человеческому, и забудьте обо всём остальном.

## В ролях
| Актёр                | Роль             |
| -------------------- | ---------------- |
| Ролан Быков          | профессор Ларсен |
| Вацлав Дворжецкий    | Пастор           |
| Вера Майорова        | Анна             |
| Вадим Лобанов        | человек          |
| Виктор Михайлов      | Эпизод           |
| Светлана Смирнова    | Тереза           |
| Владимир Бессекерных | Эпизод           |
| Вячеслав Васильев    | врач-дозиметрист |
| Наталья Власова      | Эпизод           |

## Производство
Сценарий фильма изначально был более длинным, с большим количеством эпизодов и героев, но режиссёр-дебютант в процессе съёмок многое выбросил и к концу совершенно запутался в материале (им было снято очень много, на 2 серии по полтора часа минимум), поэтому окончательный монтаж фильма доверили Семёну Арановичу и Алексею Герману.
Во время работы над фильмом Ролан Быков придумал собственную историю описанных в картине событий, поскольку из сценария не было ясно — что же послужило причиной произошедшей катастрофы. По мнению Быкова, речь в фильме идет об острове, ставшем «полигоном» для оценки последствий ядерной войны с дальнейшими выводами о возможности её реального ведения. В реальности же никакой войны не было, и герой Быкова знает об этом, поскольку сам является одним из авторов этого эксперимента. Косвенно эта линия в фильме прослеживается в эпизоде с оценкой сейсмограмм, где Ларсен упоминает о том, что, возможно, никакой войны нет. Такая версия соответствует и идеологической подоплёке фильма, поскольку, по воспоминаниям Бориса Стругацкого, изначально кинематографистам было дано строгое указание, чтобы «ядерной катастрофы» в фильме не было.
Художниками-постановщиками фильма были Виктор Иванов и Елена Амшинская.
Роль Быкова озвучил Зиновий Гердт, что вызвало крайнее недовольство первого. Быков даже намеревался подать в суд на съёмочную группу, но затем передумал, добившись того, что смонтированная роль была им вновь переозвучена.
Елена Амшинская рассказала в интервью, как снимался фильм. Первоначально предполагалось снимать на островах-фортах в Финском заливе у Кронштадта, но потом в городе Ораниенбаум был найден разрушенный дом, идущий под снос, он и прилегающая территория стали основным местом съёмок. Были поставлены фонари, образующие линию улицы, установлен кузов автобуса, кузов автомобиля, вероятно, «Трабант». У Фрунзенского универмага, в старинных газгольдерах, обожжённых пожарными, снимали затопленную библиотеку. В Пушкине, в подвале полуразрушенной церкви, снимали убежище главного героя, оттуда же и кадры полуобвалившегося купола. Некоторые сцены были сняты в Ленинграде, некоторые, в том числе финальная, на берегах Финского залива. В съёмках принимала участие военная техника Ленинградского военного округа: малый десантный корабль проекта «Мурена», вертолёт Ка-26, тягач МАЗ-543. Солдаты были вооружены немецкими штурмовыми винтовками StG 44, стилизованными под американские М16, а также облачены в костюмы радиационной и химической защиты ОЗК и Л-1. Остальные персонажи, в том числе главный герой, также носят на поверхности химзащиту советского производства.

## Резонанс
Выход картины практически совпал с Чернобыльской аварией, поэтому для своего времени картина была очень острой и шокирующей. Да и холодная война к тому времени ещё не ушла в прошлое. В 1987 году Аркадий Стругацкий назвал этот фильм «умной и жестокой драмой о современных людях в ситуации, для исключения которой из истории человечество должно употребить все свои силы» и считал, что единственным фильмом зарубежного киноискусства на тему ядерной катастрофы, который может сравниться с «Письмами мёртвого человека», является фильм Крамера «На последнем берегу».

## Награды
- 1986
  - Гран-при, Приз FIPRESCI на МКФ в Мангейме (ФРГ);
  - Специальный приз жюри на МКФ в Трое (Португалия);
- 1987
  - Главный приз на МКФ Красного Креста и фильмов о здоровье в Варне (Болгария);
  - Приз Французской федерации киноклубов на КФ в Каннах (Франция);
  - Государственная премия РСФСР им. братьев Васильевых;
  - Приз за режиссуру на 8-м МКФ экспериментальных фильмов в Мадриде (Испания);
  - Специальный приз жюри ВКФ в Тбилиси;